# Balz Weber
Balz Weber (20 de enero de 1981) es un deportista suizo que compitió en ciclismo de montaña en la disciplina de campo a través. Ganó una medalla de plata en el Campeonato Mundial de Ciclismo de Montaña de 2003 y una medalla de oro en el Campeonato Europeo de Ciclismo de Montaña de 2003.

## Palmarés internacional
| Campeonato Mundial | Campeonato Mundial | Campeonato Mundial | Campeonato Mundial         |
| Año                | Lugar              | Medalla            | Competición                |
| ------------------ | ------------------ | ------------------ | -------------------------- |
| 2003               | Lugano (Suiza)     | Medalla de plata   | Campo a través por relevos |
| Campeonato Europeo |                    |                    |                            |
| Año                | Lugar              | Medalla            | Competición                |
| 2003               | Graz (Austria)     | Medalla de oro     | Campo a través por relevos |